# La Force noire
La Force noire ist eine militärtheoretische Schrift des französischen Général de division Charles Mangin. In dem 1910 erschienenen Werk empfiehlt Mangin den Einsatz von Soldaten aus den Kolonien im Kriegsfall. Beweggrund war, einen Ausgleich für die starke Belastung des demographisch seit langem stagnierenden französischen Mutterlands im Rüstungswettlauf mit dem dynamischeren Deutschen Reich zu erzielen.

## Inhalt
In der Schrift wird der Geburtenrückgang in Frankreich thematisiert. Die französische Bevölkerungsstruktur wird verglichen mit anderen europäischen Staaten. Hauptthema des Buches sind die Auswirkungen der geringeren Anzahl von Geburten auf die französische Armee. Als Lösungsvorschlag wird der Einsatz von Soldaten aus den Kolonialgebieten empfohlen. Unter anderem wird der Einsatz der Tirailleurs sénégalais untersucht. Mangin analysiert verschiedene Großreiche der Geschichte und wie diese fremde Soldaten eingesetzt haben.

## Weiteres
- Jean Jaurès verfolgte in dem fast zeitgleich erschienenen Werk La Nouvelle Armée einen gänzlich anderen Ansatz. Jaures stand dem Einsatz von fremden Soldaten kritisch gegenüber und bevorzugte stattdessen den Aufbau einer Landwehr nach Schweizer Vorbild.
- Mit den Zuaven hatte Frankreich bereits im Krimkrieg und im Deutsch-Französischen Krieg Einheiten aus Afrikanern aufgestellt und als Soldaten eingesetzt.[1]

## Weitere wichtige militärtheoretische Schriften aus der Zeit
- Attacco frontale ed ammaestramento tattico
- Études sur le combat
- Les principes de la guerre
- Zum Studium der Taktik

## Weiterführende Artikel
- Die Welt: Heldenhafte schwarze Kraft, von Wolf Lepenies erschienen am 22. August 1914
- Deutschlandfunk: Frankreichs Kolonialsoldaten im Ersten Weltkrieg, von Andrea Noll erschienen am 12. September 2015